# Festival maritime de Kotka
Le festival maritime de Kotka (finnois : Kotkan meripäivät) est un grand festival annuel organisé la dernière fin de semaine de juillet à Kotka en Finlande.
C'est un évènement de Finland Festivals.

## Présentation
Le festival maritime de Kotka a lieu chaque année la dernière semaine de juillet à Kotka. 
L'événement débute officiellement le jeudi avec un défilé d'ouverture à partir de 18 heures, qui longe Keskuskatu dans Kotkansaari. 
Certains événements ont lieu un peu plus tôt le jeudi et le festival maritime se termine le dimanche.
Les événements sont principalement lieu dans différentes parties de Kotkansaari. Ces dernières années, la zone centrale de l'événement a été Kantasatama et Kauppakatu, qui mène du port à la place du marché, et a servi de zone de marché
Le festival maritime organisé depuis 1962 est un événement urbain qui occupe une grande partie du centre-ville de Kotka. 
Le festival est composé de plusieurs dizaines événements culturels, musicaux, de danse, de sports et de navigation diversifiés, ainsi que le plus grand défilé d'été de Finlande. 
Au fil des années, le programme s'est diversifié et complété par de nombreux événements parallèles, tels que des concerts dans l'arène V2, des concerts et diverses compétitions  sportives.
Les Prix Juha Vainio et les prix de conseillère et conseiller du festival sont remis pendant le festival maritime de Kotka.
Le festival propose aussi de nombreux programmes gratuits pour les familles avec enfants, ainsi le festival maritime des enfants qui comprend une grande variété d'activités, ainsi que de nombreux spectacles musicaux et théâtraux.
En 2019, le festival a accueilli 235 362 visiteurs en faisant le troisième festival de Finlande pour sa fréquentation.